# Regiopolregion

Karte potenzieller Regiopolen in Deutschland

Unter dem Begriff Regiopolregion wird in Deutschland und in Österreich die Einheit aus der Regiopole als Kernstadt und ihrem Verflechtungsraum verstanden. Der Verflechtungsraum richtet sich dabei nicht nur nach administrativen Grenzen, sondern vor allem nach der Lebenswirklichkeit seiner Bewohner und damit nach ihren regelmäßigen Pendelstrecken. In der Schweiz wird der Begriff nicht verwendet, dort wird zwischen Agglomerationen und Metropolräume unterschieden, darüber hinaus existieren Grossregionen nach dem Bundesamt für Statistik.
Die Regiopole nimmt dabei eine über den täglichen Bedarf hinausgehende Versorgungsfunktion für ihr Umland wahr, ist ihr wirtschaftlicher Motor, ihr kulturelles und wissenschaftliches Zentrum und ihr Zugang zu hochrangiger Verkehrsinfrastruktur wie einem ICE-Haltepunkt oder Flughafen – ähnlich wie die Metropolen für ihre Metropolregionen. Im Unterschied zu diesen sind die Kernstädte der Regiopolregionen mit ca. 100.000 bis 300.000 Einwohnern jedoch kleinere Großstädte als die Metropolen, die jedoch eine hohe Bedeutung für ihr Umland haben.

## Akteure
Mit dem Konzept einer Regiopolregion verbunden ist vor allem eine enge Zusammenarbeit der regionalen Akteure über administrative Grenzen hinweg. Akteure können hier unter anderem sein:
- Städte
- Landkreise
- Gemeinden
- die für Regional- und/oder Landesplanung zuständigen Ministerien
- Planungsverbände
- (Industrie- und) Handelskammern
- Universitäten
- Netzwerke

## In Deutschland
Für die Hansestadt Rostock wurde das Konzept erstmals erarbeitet und wird seit 2012 aktiv umgesetzt. Die Städte Bielefeld und Paderborn haben im Jahr 2015 ebenfalls die Bildung von Regiopolregionen beschlossen, weitere Städte haben Interesse für solche Initiativen bekundet. Im Harz kooperieren seit 2016 die zum Mittelgebirge gehörigen fünf Landkreise aus drei deutschen Ländern unter Leitung der Städte Goslar, Nordhausen und Wernigerode zur Bildung einer „Regiopolregion Harz“, in der rund 700.000 Menschen leben.
Im März 2016 wurde das „Deutsche Regiopolen-Netzwerk“ mit den Gründungsmitgliedern Rostock, Bielefeld, Erfurt, Paderborn, Siegen und Trier in Rostock begründet. Im April 2016 folgte das erste „Wirtschaftsforum Regiopolregion“ der Partnerstädte sowie mit Vertretern aus Berlin und Hamburg in Rostock.

### Rostock

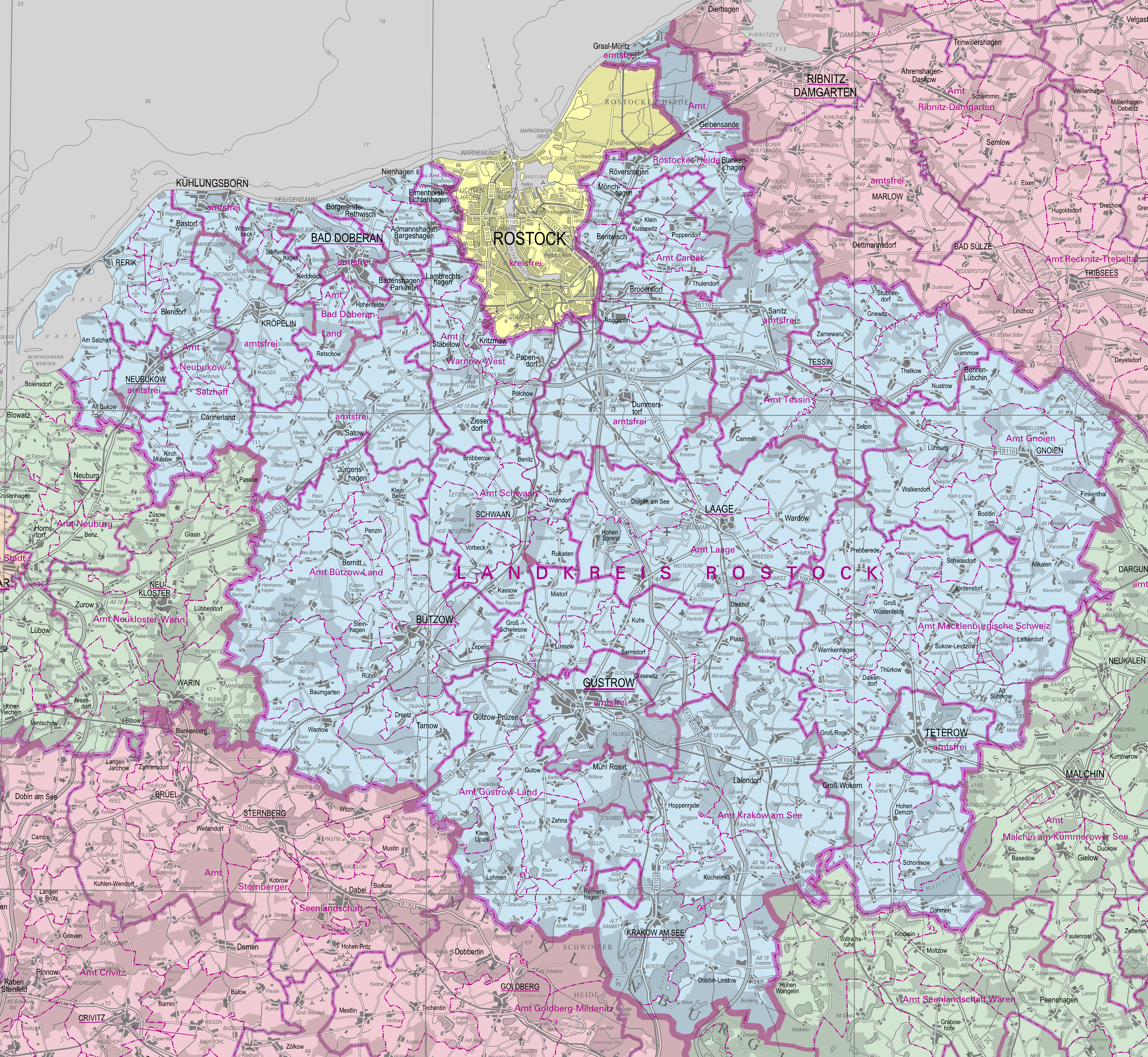
Hansestadt Rostock und der umgebende Landkreis Rostock, Kern der Regiopolregion

Die Regiopolregion Rostock, bestehend aus der Hansestadt Rostock, dem Landkreis Rostock sowie dem Mittelbereich Ribnitz-Damgarten, hat als erste Region in Deutschland beschlossen, unter dem Dach der Regiopolregion zusammenzuarbeiten. Hierzu wurde im Juni 2012 ein Kooperationsvertrag unterschrieben. Eine Erweiterung der Kooperation auf weitere Gemeinden und Akteure im Verflechtungsbereich findet kontinuierlich statt und wird durch gemeinsame Projekte vorangetrieben. Im Jahr 2013 fand erstmals das Kunst- und Kulturfestival „regio:polis“ statt, auch an Orten außerhalb des Kooperationsbereiches, z. B. im Süden Lollands in Dänemark. Um die Regiopolregion Rostock im nationalen und internationalen Kontext innovativ und wettbewerbsfähig zu positionieren, wurde im Zuge des Projektes "Intro" zwischen 2019 und 2022 die regionale Dachmarke "Greater Rostock" entwickelt.

### Bielefeld
Die Regiopolregion Bielefeld liegt im Nordosten Nordrhein-Westfalens und bildet den größten Verdichtungsraum des Regierungsbezirks Detmold bzw. Ostwestfalen-Lippes. In der Regiopolregion verbunden sind die Kommunen Bad Salzuflen, Bielefeld, Enger, Gütersloh, Halle (Westf.), Herford, Leopoldshöhe, Oerlinghausen, Schloss Holte-Stukenbrock, Spenge, Steinhagen, Verl und Werther (Westf.). Rund 740.000 Menschen leben in der rd. 1.000 km² großen Regiopolregion.  
Seit 2016 arbeitet die Regiopolregion als interkommunaler Zusammenschluss der Regiopole Bielefeld und der zwölf direkten Anrainerkommunen daran, die Zukunftsfähigkeit der Region zu sichern und auszubauen. Erklärtes Ziel ist es dabei, die Lebensqualität vor Ort zu stärken und sich gleichzeitig im Wettbewerb mit anderen Regionen zu positionieren. 